# Nepenthes rosea
Nepenthes rosea is een vleesetende bekerplant uit de familie Nepenthaceae, die waarschijnlijk endemisch is in Zuid-Thailand. De soort is alleen aangetroffen in de provincie Krabi, op hoogtes van 450 tot 520 meter boven zeeniveau. Ongewoon voor een Nepenthes produceert de plant vaak een rozet op een lange stengel.